# Excellens
Excellens är en titel som används av flertalet icke-monarkiska statschefer, regeringschefer samt vissa högre ämbetsmän, till exempel Hans Excellens Republiken Frankrikes president. Titeln Excellens förkortas till exempel i brevadresser: H. Exc. (även H.E.), i tilltal används Ers Excellens, i omtal Hans/Hennes Excellens.

## Användning i olika länder

### Danmark
I Danmark får de som tillhör den högsta statliga rangklassen (generallöjtnanter och högre) använda titeln excellens. Till denna klass hör även de med kungahuset befryndade grevarna av Rosenborg, grevarna Danneskjold-Samsöe och grevinnan Alexandra av Frederiksborg samt riddare av Elefantorden. Sedan början av 1920-talet har emellertid intresset för att använda titeln excellens avtagit i Danmark.
När prins Aage 1914 gifte sig under sitt stånd förlorade han arvsrätten till den danska Kronan och titeln Kunglig Höghet. Han kompenserades emellertid med den ärftliga titeln greve av Rosenborg och den personliga titeln Höghet (Altesse). Titeln greve av Rosenborg har därefter förlänats ytterligare sex prinsar och deras manliga efterkommande när de på grund av icke-ståndsmässiga äktenskap lämnade Kungahuset.

### Frankrike
I Frankrike används excellens i formell skriftväxling med presidenten, premiärministern och utrikesministern.

### Storbritannien
I Storbritannien används excellens för ambassadörer samt guvernörerna över dess översjöiska territorier.
För premiärministern, övriga ministrar samt ledamöter av kronrådet används istället The Right Honourable.

#### Samväldesriken
I samväldesrikena används det för respektive generalguvernör, som exempelvis Australiens generalguvernör, Kanadas generalguvernör och Nya Zeelands generalguvernör.

### Sverige
I Sverige kom titeln i bruk på 1600-talet och har burits av riksråden, rikets herrar (1773–1868), statsministern, utrikesministern och riksmarskalken. Sedan 1970-talet används titeln Excellens inom Sverige regelbundet endast av riksmarskalken, men statsministern och utrikesministern tillskrivs eller tilltalas som sådan i Förenta nationernas generalförsamling samt i diplomatisk skriftväxling.
Utländska ambassadörer och romersk-katolska biskopar har sedan gammalt rätt till titeln excellens. Det kyrkliga bruket har dock minskat rätt påtagligt.

### Turkiet
I Turkiet används titeln Excellens för presidenten samt utrikesministern.

### USA
Excellens används i USA för vissa delstatsguvernörer, bruket varierar mellan delstaterna.
Excellens brukar ofta i diplomatisk skriftväxling från utlandet som artighet tillskrivas presidenten, utrikesministern samt amerikanska ambassadörer.
Inom USA på federal nivå används i skrift titeln The Honorable om personer som är folkvalda eller valda av elektorskollegiet (dvs presidenten och vicepresidenten), samt de som har eller har innehaft ämbeten som innebär utnämning av presidenten med senatens råd och samtycke.